# チャッティースガル州
チャッティースガル州（チャッティースガルしゅう、Chhattisgarh、チャッティースガリー語/ヒンディー語: छत्तीसगढ़、IPA: [tʃʰət̪t̪iːsgəɽʰ]）はインドの中部にある州の一つ。州都はラーイプル。人口は25,545,198人（2011年）、面積は135,194 km²。2000年にマディヤ・プラデーシュ州から分離した。

## 名称
「チャッティースガル」の名は数字の36から来ている。古来より36の王国があったからである。

## 隣接州
- 北：ウッタル・プラデーシュ州
- 北東：ジャールカンド州
- 東：オリッサ州
- 南：テランガーナ州
- 南西：マハーラーシュトラ州
- 北西：マディヤ・プラデーシュ州

## 地理
主要河川にマハーナディー川がある。

## 歴史
2000年11月1日、チャッティースガリー語が話される16の地域がマディヤ・プラデーシュ州から分離して州となった。
2013年5月25日、ナクサルがダルバ谷を攻撃した。
2025年、政府治安部隊がインド共産党毛沢東主義派の掃討作戦をテランガーナ州境で行った。

## 地方行政区分
- バスタル地方（英語版）
  - ビジャープル県（英語版）
  - スクマ県（英語版）（Sukma district）
  - ダンテワダ県（英語版） (Dantewada District)
  - バスタル県（英語版） (Bastar District)
  - コンダガーオン県（英語版）（Kondagaon district）
  - ナラヤンプル県（英語版）
  - カーンケール県（英語版） (Kanker District)
- ドゥルグ地方（英語版）
  - カビルダム県（英語版） (Kabirdham District、旧カワルダ県 - Kawardha District)
  - ラージナーンドガーオン県（英語版） (Rajnandgaon District)
  - バロード県（英語版）
  - ドゥルグ県（英語版） (Durg District)
  - ベメタラ県（英語版）
- ラーイプル地方（英語版）
  - ダムタリ県（英語版） (Dhamtari District)
  - ガリアバンド県（英語版）
  - ラーイプル県（英語版） (Raipur District)
  - バローダ・バザール県（英語版）
  - マハーサムンド県（英語版） (Mahasamund District)
- ビラースプル地方（英語版）
  - ビラースプル県（英語版） (Bilaspur District)
  - ムンゲリ県（英語版）
  - コールバ県（英語版） (Korba District)
  - ジャーンジギールチャーンパ県（英語版） (Janjgir-Champa District)
  - ラーイガル県（英語版） (Raigarh District)
- サルグジャ地方（英語版）
  - コーリヤ県（英語版） (Koriya District)
  - スライプル県（英語版）
  - サルグジャ県（英語版） (Surguja District)
  - Balrampur-Ramanujgang district
  - ジャシュプル県（英語版） (Jashpur District)

### 主要都市
- Ambikapur
- ビラーイー
- ビラースプル
- Chirmiri
- Durg
- Jagdalpur
- Korba
- Raigarh
- ラーイプル
- en:Rajnandgaon

## 人口
- 1991年3月1日：1761万4928人
- 2001年3月1日：2083万3803人
- 2011年3月1日：2554万5198人[2]

## 経済
2019年度の州内総生産（GDP）は3兆4495億ルピーでインドの州の中で第17位。一人当たりGDPは104,989ルピー（1,499ドル）で第25位。

## 治安
- 2010年代から2020年代にかけて、インド共産党毛沢東主義派によるテロ事件が発生。警察官などが攻撃を受けてしばしば死傷者が発生している[3]。毛沢東主義派側の被害は不明。